# 新堤 (さいたま市)
新堤（にいづつみ）は、埼玉県さいたま市見沼区の大字。郵便番号は337-0013。本項では、かつて同地域に存在した北足立郡新堤村（にいづつみむら）についても記す。

## 地理
さいたま市見沼区東部に位置する。北および東で東宮下に、西および北で東門前に、南で大谷に隣接する。埼玉県道105号さいたま鳩ヶ谷線の南側に位置する。北部は大宮台地上にあり主に住宅地だが、古くからの民家および屋敷森の雑木林や生産緑地地区としての農地も見られる。
南部のかつての見沼の低地を埋め立てた地に、大宮東宮下住宅（通称名：県営大宮東宮下団地）があるが、老朽化により現在は改築が進んでいる。その他にも、付近にはマンションや住宅などが多く所在している。
埼玉県道65号さいたま幸手線沿いの、さいたま市資源循環推進部東清掃事務所付近の大字東宮下の中に飛地があり、市街化調整区域に指定されている。飛地以外は全域が市街化区域に指定されている。

### 河川
- 加田屋川

### 小字
- 橋戸、菱沼[6]、西、東、表 ほか

## 歴史

### 沿革
もとは江戸期幕末より存在した武蔵国足立郡南部領に属する新堤村で、古くは風渡野郷に属していたと云われている。江戸初期、正保年間（1645年 - 1648年）以前に風渡野村から分村した。村高は正保年間の『武蔵田園簿』では116石余、『元禄郷帳』および『天保郷帳』でも116石余であった。助郷は日光御成街道大門宿に出役していたが、寛保・宝暦年間は中山道大宮宿にも代出役していた。化政期の戸数は8軒、1828年（文政11年）の戸数は11で、村の規模は東西3町余、南北3町余であった。
- 1590年（天正18年）より知行は旗本菅沼氏[7]。
- 1828年（文政11年）より大門宿寄場34か村組合に所属[7]。
- 幕末時点では足立郡新堤村であった。明治初年の『旧高旧領取調帳』の記載によると、知行は旗本菅沼右近・宮崎十郎の相給であった[8]。
- 1868年（慶応4年）6月19日 - 武蔵知県事・山田政則（忍藩士）の管轄となる。
- 1869年（明治2年）
  - 1月13日 - 武蔵知県事・宮原忠英の管轄区域に大宮県を設置、同県の管轄となる。県庁は東京府馬喰町に置かれる。
  - 9月29日 - 県庁が浦和に置かれ浦和県に改称。
  - 12月2日 - 旗本領が上知され、浦和県の管轄となる（府藩県三治制も参照）。
- 1871年（明治4年）11月13日 - 第1次府県統合により埼玉県の管轄となる。
- 1879年（明治12年）3月17日 - 郡区町村編制法の埼玉県での施行により北足立郡の所属となる[7]。
- 1889年（明治22年）
  - 4月1日 - 町村制の施行により、北足立郡新堤村が単独で自治体を形成[7]。大字はなし。大谷村、猿ヶ谷戸村、東宮下村、東門前村、膝子村、風渡野村と大谷村外6ヶ村組合を結成し、組合役場を猿ヶ谷戸村に設置。
  - 6月1日 - 大谷村外6ヶ村組合が、同名の大谷村（現・上尾市）との同名回避のため、膝子村外6ヶ村組合に改称される。
- 1913年（大正2年）4月1日 - 膝子村外6ヶ村組合を解消し、7村の区域をもって七里村が発足[9]。同日新堤村廃止。七里村の大字新堤となる。
- 1955年（昭和30年）1月1日 - 七里村が大宮市に編入合併され[9]、大宮市の大字となる。
- 1970年（昭和45年） - 1967年（昭和42年）より着手された県営大宮東宮下住宅が完工する[7]。
- 2001年（平成13年）5月1日 - 浦和市・大宮市・与野市が合併し、さいたま市が発足。同市の大字となる。
- 2003年（平成15年）4月1日 - さいたま市が政令指定都市に移行し、同市見沼区の大字となる。

## 世帯数と人口
2017年（平成29年）9月1日時点の世帯数と人口は、以下のとおりである。
| 大字     | 世帯数    | 人口    |
| -------- | --------- | ------- |
| 大字新堤 | 1,512世帯 | 3,085人 |

## 小・中学校の学区
市立小・中学校に通う場合、学区（校区）は以下のとおりとなる。
| 区域 | 小学校                 | 中学校                 |
| ---- | ---------------------- | ---------------------- |
| 全域 | さいたま市立七里小学校 | さいたま市立七里中学校 |

## 交通

### 鉄道
地内に鉄道は敷設されていない。最寄り駅は、全域が東武野田線（東武アーバンパークライン）の七里駅である。

### 道路
- 埼玉県道65号さいたま幸手線
- 埼玉県道105号さいたま鳩ヶ谷線
- 大谷中通り

### バス
- 東武バスウエスト
  - 岩槻営業所
    - 岩01：北浦和駅 - 浦高前 - 皇山道 - 山崎 - 御蔵騎西屋前 - 向大谷 - 宮下 - 加倉 - 岩槻駅
    - 岩02：北浦和駅 - 浦高前 - 皇山道 - 山崎 - 御蔵騎西屋前 - 向大谷 - 宮下
    - 岩02：北浦和駅→浦高前→皇山道→山崎→東新井団地→御蔵騎西屋前→向大谷→宮下
    - 岩04：浦和駅 - 常盤二丁目 - 北浦和駅 - 浦高前 - 皇山道 - 山崎 - 御蔵騎西屋前 - 向大谷 - 宮下
- 国際興業バス
  - さいたま東営業所
    - 東大81：さいたま東営業所 - 神宮台入口 - 七里駅入口 - 深作中 - アーバンみらい - 丸ヶ崎火の見下 - 東大宮駅
    - 七里0 ：さいたま東営業所 - 神宮台入口 - 七里駅入口 - 深作中 - アーバンみらい
- さいたま市コミュニティバス
  - 見沼区コミュニティバス： 国際興業バスさいたま東営業所が運行
    - さぎ山ルート：大谷県営住宅 - 七里学校前 - 大谷中学校 - 大和田駅 - 見沼区役所 - 七里駅西 - 大谷県営住宅 - 片柳コミュニティセンター - 染谷南 - さぎ山記念公園（構内）
    - 沖郷ルート：大谷県営住宅 - 七里学校前 - 大谷中学校 - 大和田駅 - 見沼区役所 - 七里駅西 - 大谷県営住宅 - 片柳コミュニティセンター - 染谷南 - 沖郷会館

## 地域

### 県営住宅
- 大宮東宮下住宅
  - 通称名：県営大宮東宮下団地。北半分が当地区内にあたる。

### 施設
- さいたま市資源循環推進部 東清掃事務所
- さいたま市立七里東保育園
- 新堤観音堂（大円寺観音堂）
- 稲荷神社
- 新堤ふれあい広場
- 新堤西公園